# Theology Today
Theology Today (с англ. — «Теология сегодня»)  — научный журнал издаваемый SAGE Publications для Принстонской теологической семинарии; также издаётся Westminster John Knox. Периодичность — 4 раза в год.

## История
Первый выпуск журнала Theology Today вышел в апреле 1944 года. Передовица первого номера содержала в себе декларацию под названием «Наши цели», содержащую 4 цели поставленные журналом, которую составил основатель и главный редактор издания Джон Маккей, а по совместительству и президент Принстонская теологическая семинария, а затем одобрен издательским советом. Поставленные цели были следующими:
1. «Содействовать возвращению богословия в современный мир, как значимой науки, в которой будут одинаково нуждаться, как религия, так и культура для своего возрождения»
2. «Изучать ключевые положения христианской веры и жизни, и изложить их суть в понятном и доступном языке»
3. «Повторно исследовать истины выявленные в ходе протестантской реформации, особенно традицию обычно именуемую Реформатство, и показать её насущность для современных вопросов стоящих перед церковью и обществом»
4. «Создать печатное издание, в котором христиане, чья вера коренится в откровении» Бога, которое содержится в Библии и в Иисусе Христе, и кто занимаясь в различных областях умственной деятельности, могут объединить свои взгляды на жизнь человеческую в свете Бога, с целью объяснить наши человеческие жизненные обстоятельства и христианская философия жизни.

1. "To contribute to the restoration of theology in the world of today as the supreme science, of which both religion and culture stand in need for their renewal."
2. "To study the central realities of Christian faith and life, and to set forth their meaning in clear and appropriate language."
3. "To explore afresh the truths which were rediscovered by the Protestant Reformation, especially the tradition usually called Reformed, and to show their relevancy to the contemporary problems of the Church and society."
4. "To provide an organ in which Christians whose faith is rooted in the revelation of God in the Bible and in Jesus Christ, and who are engaged in different spheres of intellectual activity, may combine their insights into the life of man in the light of God, with a view to interpreting our human situation and developing a Christian philosophy of life."

Семью годами позже журнал «прочно занял своё место в мире религиозной мысли» (англ. «achieved an established place in the world of religious thought»), и Хью Томпсон Керр стал главным редактором издания, а Джон Маккей занял кресло председателя издательского совета.
Перемены произошли в следующие годы. Так долговременный член издательского совета Фридрих Уильям Диллинстон сделал обзор текущих вопросов и событий с которыми сталкивались теологи за время его пребывания в должности. Среди прочего он отметил слом перегородок Вторым Ватиканским собором и включение в состав издательского совета римокатолических учёных. Католические авторы научных статей и обозреватели-рецензенты делают повсеместный вклад в развитие журнала Theology Today
Сегодня кресло главного редактора занимает Гордон С. Микоски доктор философии, доцент (англ. Assistant Professor) факультета прикладной теологии Принстонской теологической семинарии и президент Ассоциации прикладной теологии.